# Hegyi lile
A hegyi lile (Charadrius montanus) a madarak osztályának, a lilealakúak (Charadriiformes) rendjébe, ezen belül a lilefélék (Charadriidae) családjába  tartozó faj.

## Rendszerezése
A fajt John Kirk Townsend amerikai ornitológus írta le 1837-ben. Egyes szervezetek az Ochthodromus nembe sorolják Ochthodromus montanus néven.

## Előfordulása
Kanada, az Amerikai Egyesült Államok és Mexikó területén honos. Természetes élőhelyei a mérsékelt övi füves puszták és cserjések, valamint szántóföldek. Vonuló faj.

## Megjelenése
Testhossza 24 centiméter, testtömege 67-112 gramm.
|  |  |

## Természetvédelmi helyzete
Az elterjedési területe nagyon nagy, de csökken, egyedszáma 10000-14000 példány közötti és szintén csökken. A Természetvédelmi Világszövetség Vörös listáján mérsékelten fenyegetett fajként szerepel.